# Scuola di San Nicolò dei Mercanti
La La scuola di San Nicolò dei Mercanti abritait l’école de dévotion et de charité de l’art des commerçants de Venise. Elle est située aux calle de le pazienze, 2618 dans le sestiere de Dorsoduro.

## Historique
Coincée entre l'église des Carmini et la sévère façade de la scuola grande dei Carmini, le siège de la Schola de San Nicolò dei Mercanti fut construit près de l'aile gauche de l'église à l'actuel N.A. 2618, situé au coin entre la calle de le scuole et la calle de le pazienze. En avançant de quelques pas dans la calle de le pazienze, adossé à la schola et sculpté sur la pierre angulaire est encore visible le bas-relief qui en représente le symbole :  la mitre et l'évangile de l'évêque Saint Nicolas de Myre et les monogrammes SN.